# Pepparsprej

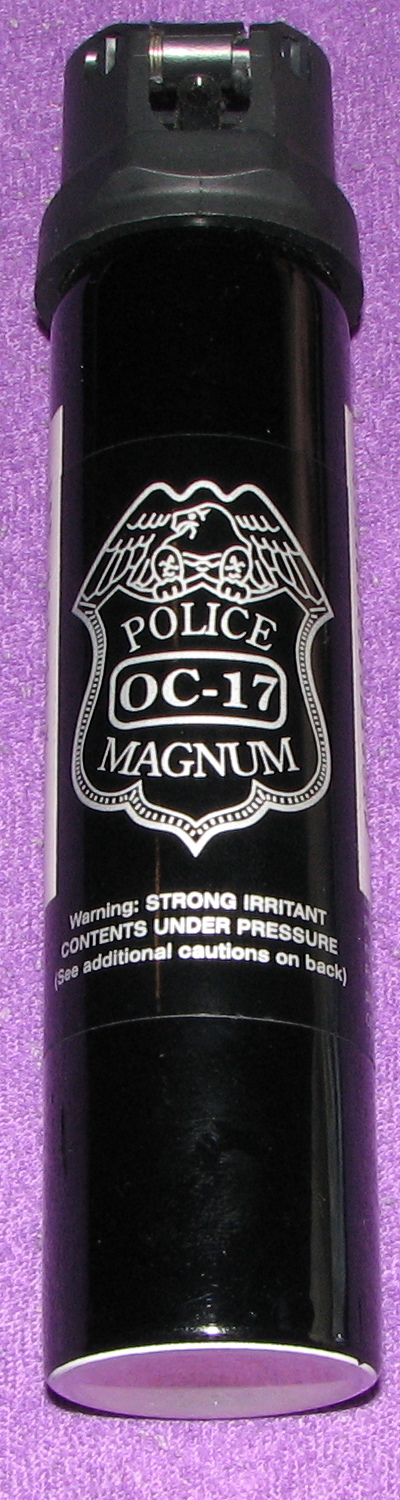

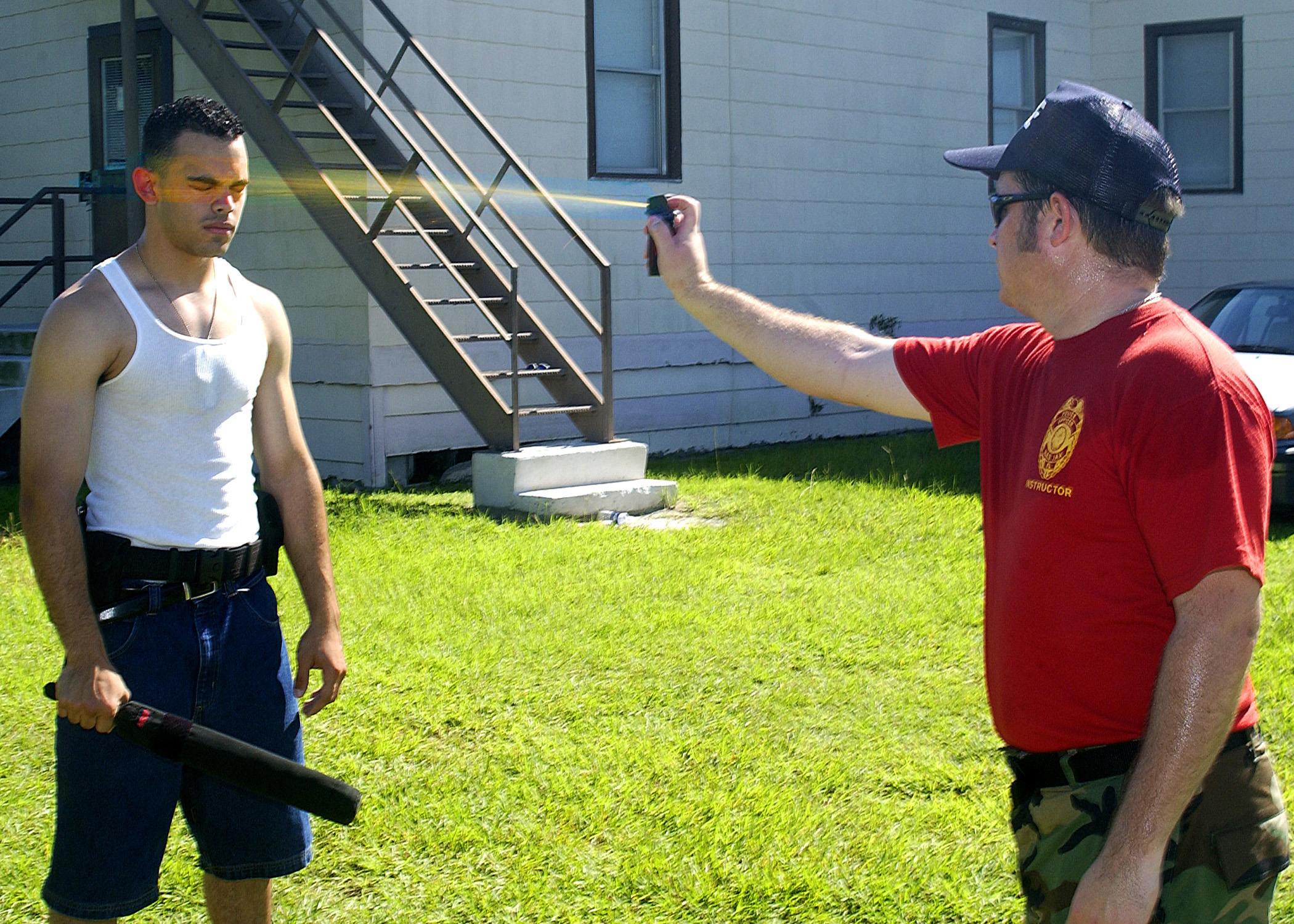
Demonstration av pepparsprej

Pepparsprej (ibland stavat -spray), även kallat OC-sprej (Oleoresin Capsicum) är ett icke-dödande naturligt ämne som vanligtvis används av polisen, militärpolisen, skyddsvakter, tullen och kriminalvården vid upplopp, självförsvar och vid användande av våld i laga befogenhet. Från och med 1 juni 2008 är det även tillåtet för svenska Kustbevakningen att använda pepparsprej i sitt yrkesutövande. Den verksamma beståndsdelen i pepparspray heter capsaicin och är ett extrakt från en pepparfrukt. Pepparsprej har en styrka mellan 2 000 000 och 5 300 000 scovillegrader. Från början användes saften från olika pepparfrukter, till exempel chili, därav namnet. Fortfarande är naturlig pepparsprej vanligast, men syntetiska medel har testats.
Den moderna formen av pepparsprej började användas runt 1980. Bland de första användarna fanns brevbärarna inom USA:s postverksamhet vilka använde sprayen som arbetsredskap och skydd mot hundar, björnar och andra djur som kunde utgöra en fara när posten skulle levereras. Ungefär vid samma tidpunkt introducerades peppar “Oleoresin of Capsicum" som den aktiva ingrediensen i sprayerna. Inom fackspråk fick därför pepparsprej namnet “OC Spray”. 
År 1991 började pepparsprej (OC) användas som ett icke-dödligt vapen inom USA:s brottsbekämpande myndigheter. Fler än 3000 anställda lokala poliser fick nu använda pepparsprej i sin arsenal.

## I Sverige
I Sverige kräver innehav av pepparsprej att man har en vapenlicens. Privatpersoner har alltså ingen legitim rätt att inneha pepparsprej utan vapenlicens. Liknande produkter som inte kräver licens säljs som försvarssprej. 
Enligt 1 kap. 3 § e) vapenlagen (1996:67) omfattas tårgasanordningar och andra till verkan och ändamål jämförliga anordningar, exempelvis pepparsprej, av Vapenlagen. Det fordras alltså polismyndighetens tillstånd att få inneha sådana anordningar. Att föra in dem i landet kräver införseltillstånd, som också ges av polismyndighet. Tillståndsgivningen är mycket restriktiv. 
I Sverige började Polisen använda pepparsprej 2004. Kostnaden för att införa pepparsprej i polisernas grundutrustning uppgick detta år till omkring tio miljoner kronor , utbildningsinsatserna oräknade. De poliser som använt sprayen uppger att de känner sig tryggare och att pepparsprejen minskat användandet av tjänstevapen.